# Salt-Creek-Wüstenkärpfling
Der Salt-Creek-Wüstenkärpfling oder Death-Valley-Wüstenkärpfling (Cyprinodon salinus) ist eine Fischart aus der Gattung der Wüstenkärpflinge. Die Art kommt nur im Death-Valley-Nationalpark vor. Es existieren zwei Unterarten: C. s. salinus und C. s. milleri. Der Fisch kommt nur in zwei kleinen, isolierten Lebensräumen vor und wird auf der Roten Liste als gefährdet eingestuft.

## Beschreibung
Der Fisch ist durchschnittlich 3,7 cm lang, die größte dokumentierte Länge beträgt 7,8 cm. Er ist silbern, mit sechs bis neun dunklen Bändern an der Seite.
Während der Paarungszeit von April bis Oktober bekommen die Männchen ein farbiges Kleid. Die Fische können unter Bedingungen überleben, die andere Fische umbringen würden: Wasser, das viermal so salzig ist wie Meerwasser, sowie Wassertemperaturen von 47 bis 0 Grad Celsius.

## Lebensraum
Die Art lebt nur an zwei Stellen im Death Valley: Die Unterart Cyprinodon salinus salinus im Salt Creek, in den River Springs und im Soda Lake auf ungefähr 49 Metern unter Meereshöhe, die Unterart Cyprinodon salinus milleri im Cottonball Marsh auf 80 Metern unter Meereshöhe. Es wird vermutet, dass sie einige der überlebenden Fischarten sind, die ehemals im Lake Manly lebten, einem See, der sich bis zum Ende der letzten Eiszeit über das Death Valley erstreckte.

## Schutz
Der Fisch wurde von der IUCN wegen seines sehr beschränkten Lebensraumes als gefährdet eingestuft. Die Anzahl der Tiere wechselt je nach Jahreszeit, Wasserstand und Durchflussmenge. Obwohl die Art in einem Schutzgebiet lebt, könnte sie durch Einführung gebietsfremder Tierarten, lokale Katastrophen wie Erdbeben und übermäßiges Abpumpen der Grundwasserleiter, die den Lebensraum mit Wasser speisen, bedroht sein.